# 대수 다양체
수학에서 대수다양체(algebraic manifold)는 다양체(manifold)이기도 한 대수 다형체(variety)이다. 따라서 대수다양체는 다항식으로 정의된 매끄러운 곡선과 곡면 개념을 일반화한 것이다. 예를 들어 구는 다항식 x2 + y2 + z2 – 1,의 영점 집합으로 정의될 수 있으므로 대수 다형체이다.
대수다양체의 경우 기저 체는 실수 또는 복소수이다. 실수의 경우, 실수점의 다양체를 내쉬 다양체라고 부르기도 한다.
대수다양체의 충분히 작은 모든 국소 패치는 {\displaystyle k}와 동형이다. 여기서 k는 기저 체이다. 마찬가지로 다형체는 매끄러워 진다(특이점 없음). 리만 구는 복소 사영 직선이기 때문에 복소 대수다양체의 한 예이다.

## 예
- 타원 곡선
- 그라스마니안

## 같이 보기
- 대수기하학과 해석기하학

## 참고 문헌
- Nash, John Forbes (1952). “Real algebraic manifolds”. 《Annals of Mathematics》 56 (3): 405–21. doi:10.2307/1969649. MR 0050928. (See also Proc. Internat. Congr. Math., 1950, (AMS, 1952), pp. 516–517.)